# 美副線脂鯉
美副線脂鯉，為輻鰭魚綱脂鯉目脂鯉亞目脂鯉科的其中一個種。分布於南美洲哥倫比亞Atrato河流域，體長可達10公分，棲息在底中層水域，生活習性不明。